# Tituly a vyznamenání Haralda V.

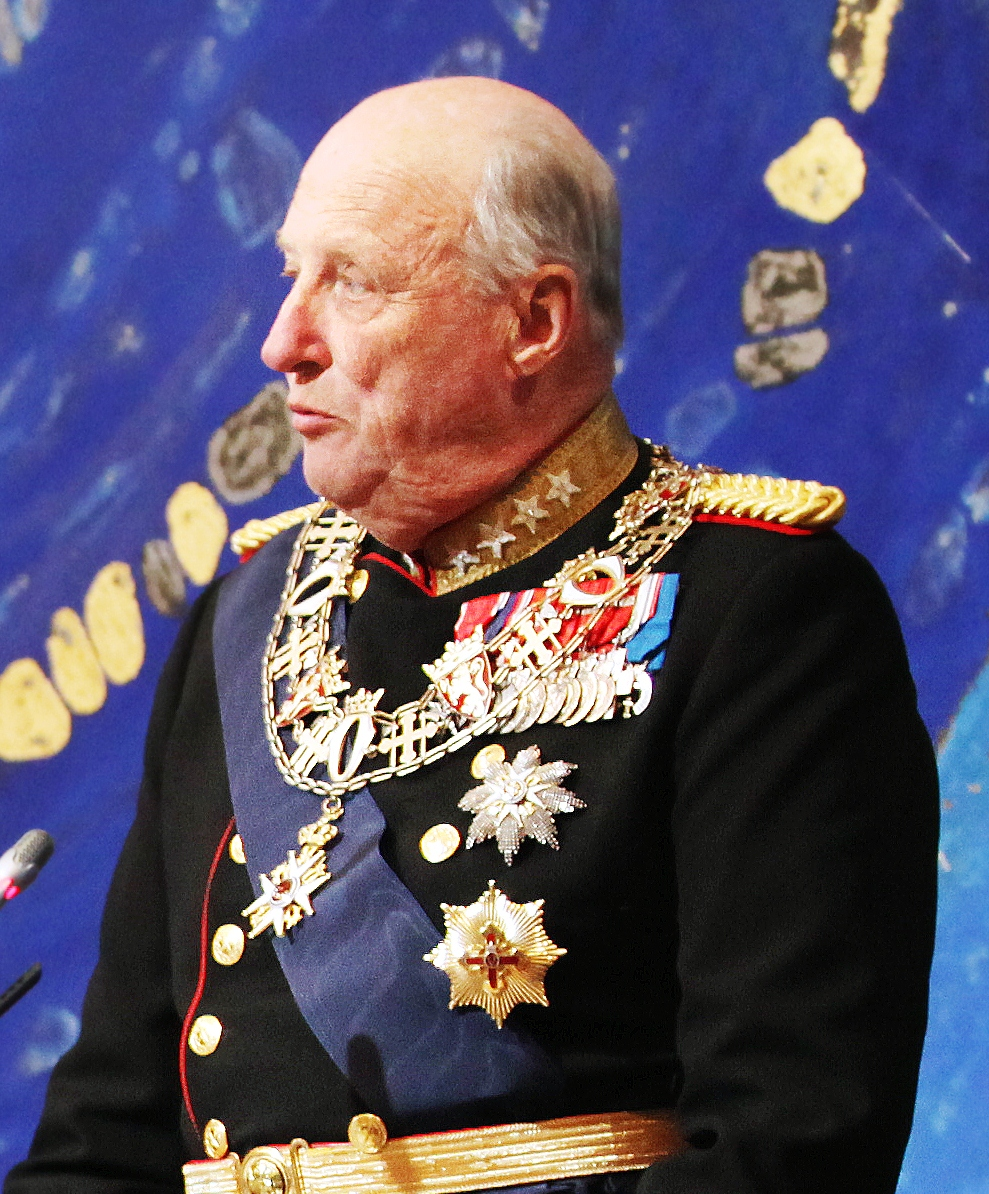
Harald V. v generálské uniformě s řetězem Řádu svatého Olafa a dalšími vyznamenáními

Harald V. je držitelem řady titulů a vyznamenání, která získal jak před nástupem na trůn tak během své vlády. Je také čtyřhvězdičkovým generálem, admirálem a oficiálním vrchním velitelem Norských ozbrojených sil.

## Tituly
- 21. února 1937 – 21. září 1957: Jeho královská Výsost princ Harald Norský
- 21. září 1957 – 17. ledna 1991: Jeho královská Výsost korunní princ norský
- 17. ledna 1991 – dosud: Jeho Veličenstvo norský král

## Vojenské hodnosti
Harald V. je čtyřhvězdičkovým generálem, admirálem a oficiálním vrchním velitelem Norských ozbrojených sil. V britské armádě byl posledním Colonel-in-Chief jednotky Green Howards. Je také čestným plukovníkem Královské námořní pěchoty.

## Vyznamenání

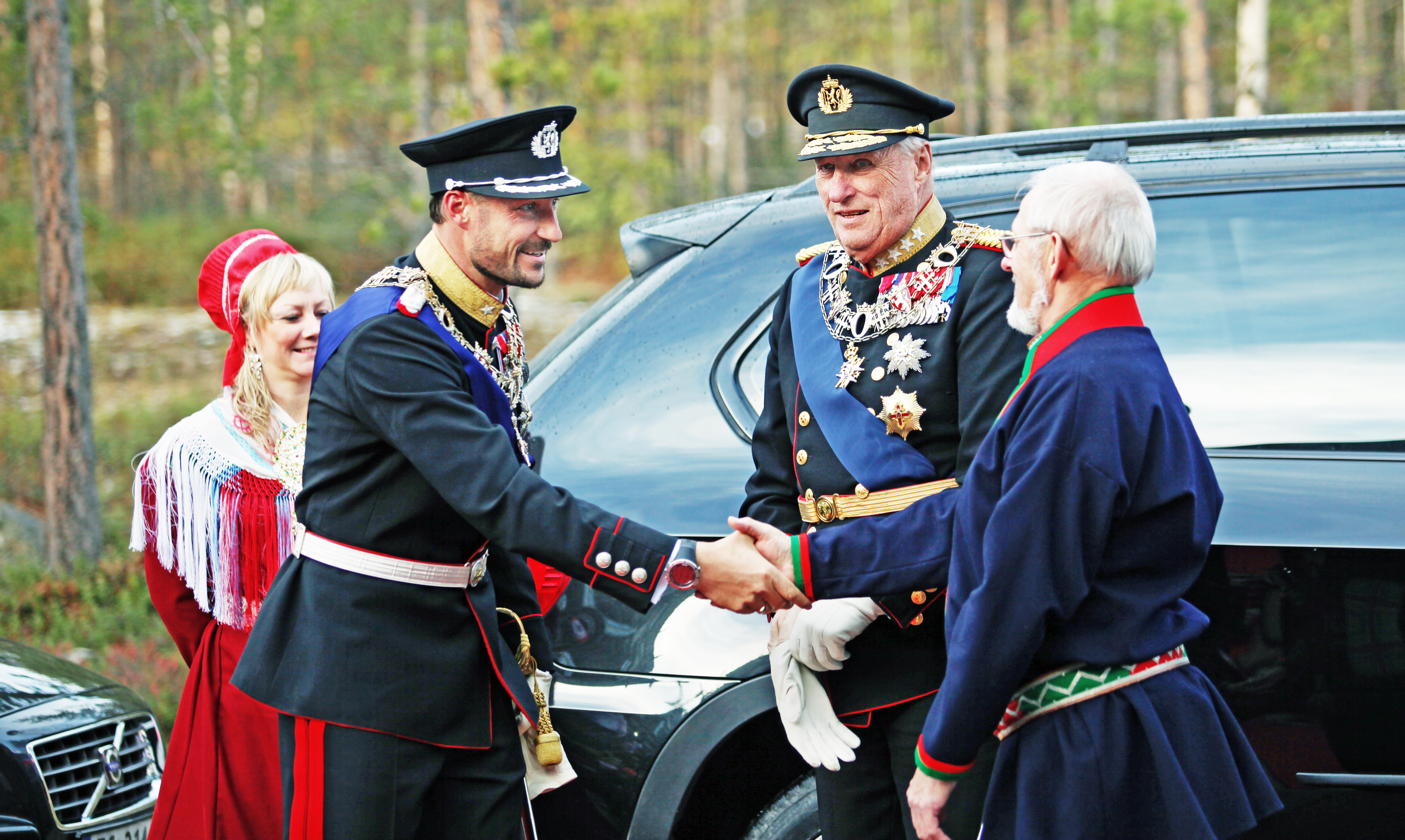
Harald V. v generálské uniformě zdobené řadou vyznamenání

### Norská vyznamenání

#### Velmistr řádů od roku 1991
- Řád svatého Olafa
- Norský královský řád za zásluhy

#### Osobní norská vyznamenání
Norská vyznamenání, která během svého života obdržel Harald V.
- velkokříž s řetězem Řádu svatého Olafa – 1955
- velkokříž Norského královského řádu za zásluhy
- Medaile svatého Olafa
- Služební medaile obrany s vavřínovou ratolestí
- Medaile stého výročí královské rodiny – 18. listopadu 2005
- Pamětní medaile krále Haakona VII. – 1. října 1957
- Jubilejní medaile krále Haakona VII. 1905–1955 – 18. listopadu 1955
- Medaile 100. výročí narození krále Haakona VII. – 3. srpna 1972
- Pamětní medaile krále Olafa V. – 30. ledna 1991
- Jubilejní medaile krále Olafa V. 1957–1982 – 21. září 1982
- Medaile 100. výročí narození krále Olafa V. – 2. července 2003
- Služební medaile obrany se třemi hvězdami
- Medaile národní služby v armádě se třemi hvězdami
- Čestný odznak účastníka války
- Čestný odznak norského Červeného kříže
- Čestný odznak norských rezervistů
- Záslužná medaile námořní společnosti ve zlatě
- Čestný odznak Norské střelecké asociace
- Čestný odznak vojenské společnosti Oslo ve zlatě
- Medaile 100. výročí Norské sportovní konfederace
- Pamětní medaile Norské střelecké asociace ve zlatě

### Zahraniční vyznamenání
- Argentina
  -  velkokříž s řetězem Řádu osvoboditele generála San Martína – 6. března 2018[3]
- Belgie
  -  velkostuha Řádu Leopolda[3]
- Brazílie
  -  velkokříž s řetězem Řádu Jižního kříže[3]
- Bulharsko
  -  velkokříž Řádu Stará planina – 29. srpna 2006[3]
- Dánsko
  -  rytíř Řádu slona – 21. února 1958[3][4]
  -  velkokomtur Řádu Dannebrog – 28. října 1991[3][4]
- Estonsko
  -  Řád kříže země Panny Marie I. třídy s řetězem – 24. srpna 1998[5]
  -  Řád bílé hvězdy I. třídy s řetězem – 26. srpna 2014[6]
- Finsko
  -  velkokříž s řetězem Řádu bílé růže – 1961[7]
- Francie
  -  velkokříž Řádu čestné legie[3]
- Chile
  -  velkokříž s řetězem Řádu za zásluhy – 27. března 2019[3]
- Chorvatsko
  -  Velký řád krále Tomislava – 12. května 2011[3]
- Island
  -  velkokříž s řetězem Řádu islandského sokola – 25. května 1955[3][8]
- Itálie
  -  velkokříž Řádu zásluh o Italskou republiku – 21. června 1965[9]
  -  velkokříž s řetězem Řádu zásluh o Italskou republiku – 19. října 2001[10]
- Japonsko
  -  velkokříž s řetězem Řádu chryzantémy[3]
- Jižní Afrika
  -  velkokříž Řádu dobré naděje – 1998[11]
- Jižní Korea
  -  Velký řád Mugunghwa – 12. června 2019[3]
- Jordánsko
  -  řetěz Řádu al-Husajna bin Alího[3]
- Jugoslávie
  -  Řád jugoslávské hvězdy[3]
- Litva
  -  velkokříž Řádu Vitolda Velikého – 3. září 1998[12]
  -  velkokříž Řádu Vitolda Velikého se zlatým řetězem – 23. března 2011[12]
- Lotyšsko
  -  velkokříž s řetězem Řádu tří hvězd – 2. září 1998 – udělil prezident Guntis Ulmanis[3][13]
  -  velkokříž Viestardova řádu – 12. března 2015 – udělil prezident Andris Bērziņš[3][14]
- Lucembursko
  -  rytíř Nasavského domácího řádu zlatého lva[3]
  -  velkokříž Řádu Adolfa Nasavského[3]
  -  Pamětní svatební medaile velkoknížete Jana a velkovévodkyně Joséphine-Charlotte[3]
- Maďarsko
  -  velkokříž s řetězem Záslužného řádu Maďarské republiky – 2002[3][15]
- Německo
  -  velkokříž speciální třídy Záslužného řádu Spolkové republiky Německo – 18. dubna 1994[3]
- Nizozemsko
  -  velkokříž Řádu nizozemského lva[3]
  -  velkokříž Řádu koruny[3]
  -  komtur Řádu zlaté archy[3]
  -  Pamětní medaile usednutí na trůn královny Beatrix – 30. dubna 1980[3]
- Polsko
  -  Řád bílé orlice – 9. března 1995[3]
- Portugalsko
  -  velkokříž Řádu avizských rytířů – 11. května 1980[16]
  -  velkokříž s řetězem Řádu prince Jindřicha – 13. února 2004[16]
  -  velkokříž s řetězem Řádu svatého Jakuba od meče – 26. května 2008[16]
- Rakousko
  -  velkohvězda Čestného odznaku Za zásluhy o Rakouskou republiku – 1964[17]
- Rumunsko
  -  velkokříž s řetězem Řádu rumunské hvězdy – 1999[3]
- Řecko
  -  velkokříž Řádu Spasitele – 1964[3]
  - Medaile 100. výročí královské rodiny – 30. března 1963[3]
- Slovensko
  -  Řád bílého dvojkříže I. třídy – 26. října 2010 – udělil prezident Ivan Gašparovič[18][19]
- Slovinsko
  -  Řád za mimořádné zásluhy – 22. dubna 2011 – za zásluhy o rozvoj a posílení přátelských vztahů mezi Slovinskem a Norskem, za přínos k posílení mezinárodního míru, demokracie, bezpečnosti a stability a za konstruktivní přínos k řešení globálních rozvojových problémů[20]
- Spojené království
  -  Královský Viktoriin řetěz – 1994
  -  čestný rytíř velkokříže Královského Viktoriina řádu – 24. června 1955[21]
  -  rytíř Podvazkového řádu – 31. května 2001[21]

Erb Haralda V. jakožto rytíře Řádu Serafínů

- Erb Haralda V. jakožto rytíře Řádu Serafínů Španělsko
  -  1192. rytíř Řádu zlatého rouna – 21. dubna 1995 – udělil král Juan Carlos I.[22]
  -  velkokříž Řádu Karla III. – 12. dubna 1982 – udělil král Juan Carlos I.[23]
  -  velkokříž s řetězem Řádu Karla III. – 30. června 2006 – udělil král Juan Carlos I.[24]
- Švédsko
  -  rytíř Řádu Serafínů – 10. dubna 1958[3]
  -  Pamětní medaile k 90. narozeninám Gustava V. – 21. května 1948[3]
  -  Medaile k 50. narozeninám krále Karla XVI. Gustava – 30. dubna 1996
  -  Medaile rubínového výročí krále Karla XVI. Gustava – 15. září 2013
- Thajsko
  -  rytíř Řádu Mahá Čakrí – 19. září 1960[3][25]
  -  velkokříž speciální třídy Řádu Chula Chom Klao[3]
- Turecko
  -  Řád Turecké republiky – 2013 – udělil prezident Abdullah Gül[3][26]

### Nestátní ocenění
- Spirit of Luther Award
- čestný klíč od města Lisabon – 28. května 2008

## Akademické tituly
- doctor honoris causa Oxfordské univerzity – 2006 (držitelem stejného čestného doktorátu byl i jeho otec Olav V. a jeho dědeček král Haakon VII.)[27]
- Univerzita Waseda – 2001
- Heriot-Watt University – 1994
- University of Strathclyde – 1985

## Sportovní úspěchy
- mistrovství světa v jachtingu 1987 – zlatá medaile
- mistrovství světa v jachtingu 1982 – stříbrná medaile
- mistrovství světa v jachtingu 1988 – bronzová medaile
- mistrovství Evropy v jachtingu 2005 – zlatá medaile

## Místa pojmenovaná po Haraldu V.
- oblast v Antarktidě o rozloze 230 000 km2 byla pojmenována jako Pobřeží prince Haralda
- oblast na Špicberkách o rozloze 6 500 km2  byla pojmenována na jeho počest jako Země Haralda V.